# Vette Feltrine
Die Vette Feltrine, auch Vette di Feltre, Vette Feltre, Le Vette oder Cimonegagruppe ist eine südliche Untergruppe der Dolomiten, die in den italienischen Provinzen Trentino und Belluno liegt. Sie gehört auf der Belluneser Seite zum Nationalpark Belluneser Dolomiten und somit auch zum Welterbe Dolomiten. Der höchste Gipfel ist der 2547 m s.l.m. hohe Sass de Mura etwas nördlich des Zentrums der Berggruppe, durch das außerdem der Dolomiten-Höhenweg 2 führt.

## Umgrenzung
Die Vette Feltrine wird folgend umgrenzt:
Valle Schenner ab Imèr – Val Cortella bis Fonzaso – Feltriner Becken – Valle di Canzo – Valle delle Grave – Passo Finestra – Val Nagaoni – Val Noana bis Imèr

## Wichtige Gipfel

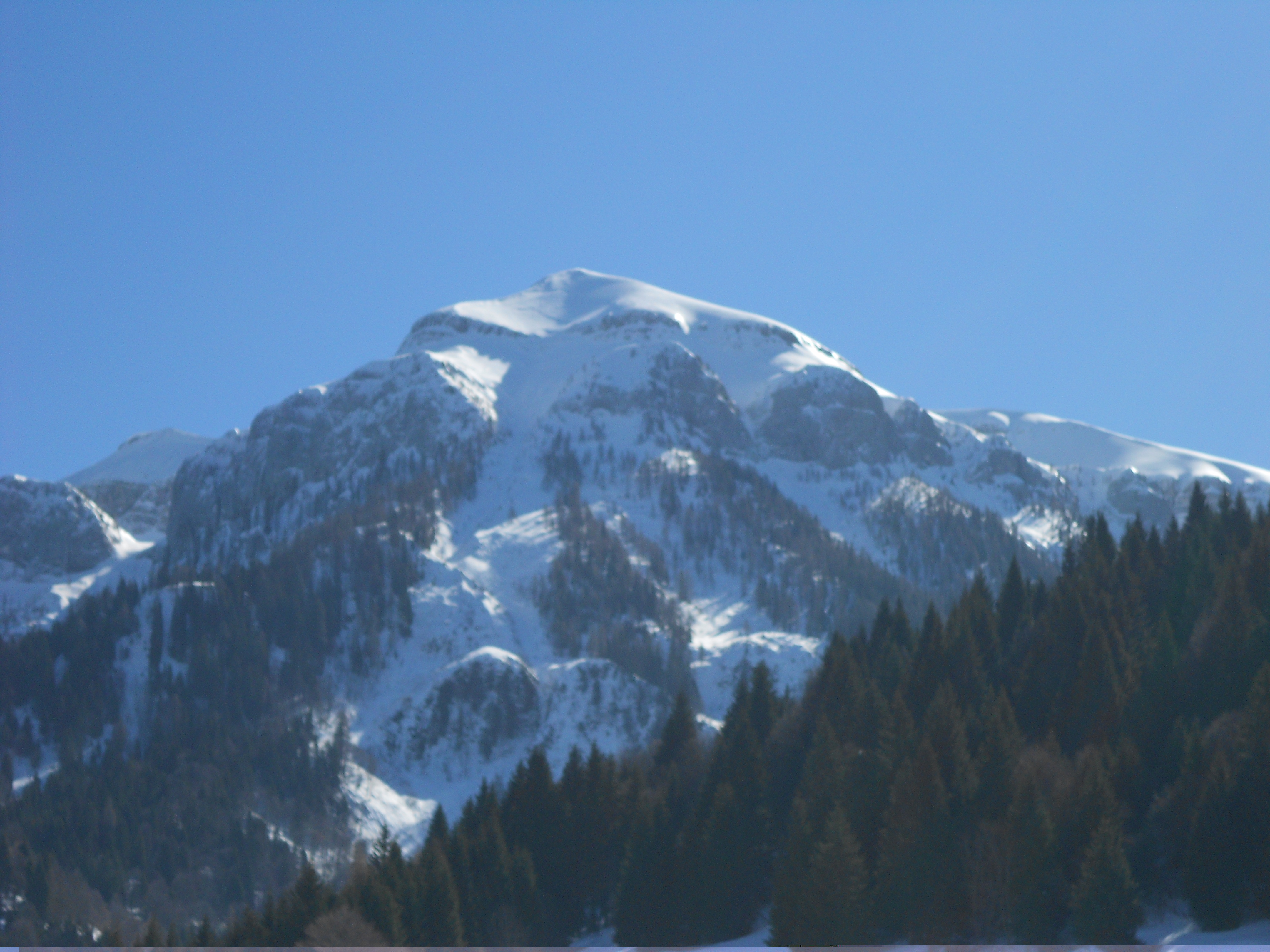
Der Pavion

- Pavion – 2334 m s.l.m.
- Col di Luna – 2295 m s.l.m.
- Cima Dodici – 2265 m s.l.m.
- Monte Ramezza – 2229 m s.l.m.
- Sasso Scarnia – 2226 m s.l.m.
- Monte Pietena – 2195 m s.l.m.

## Schutzhütten

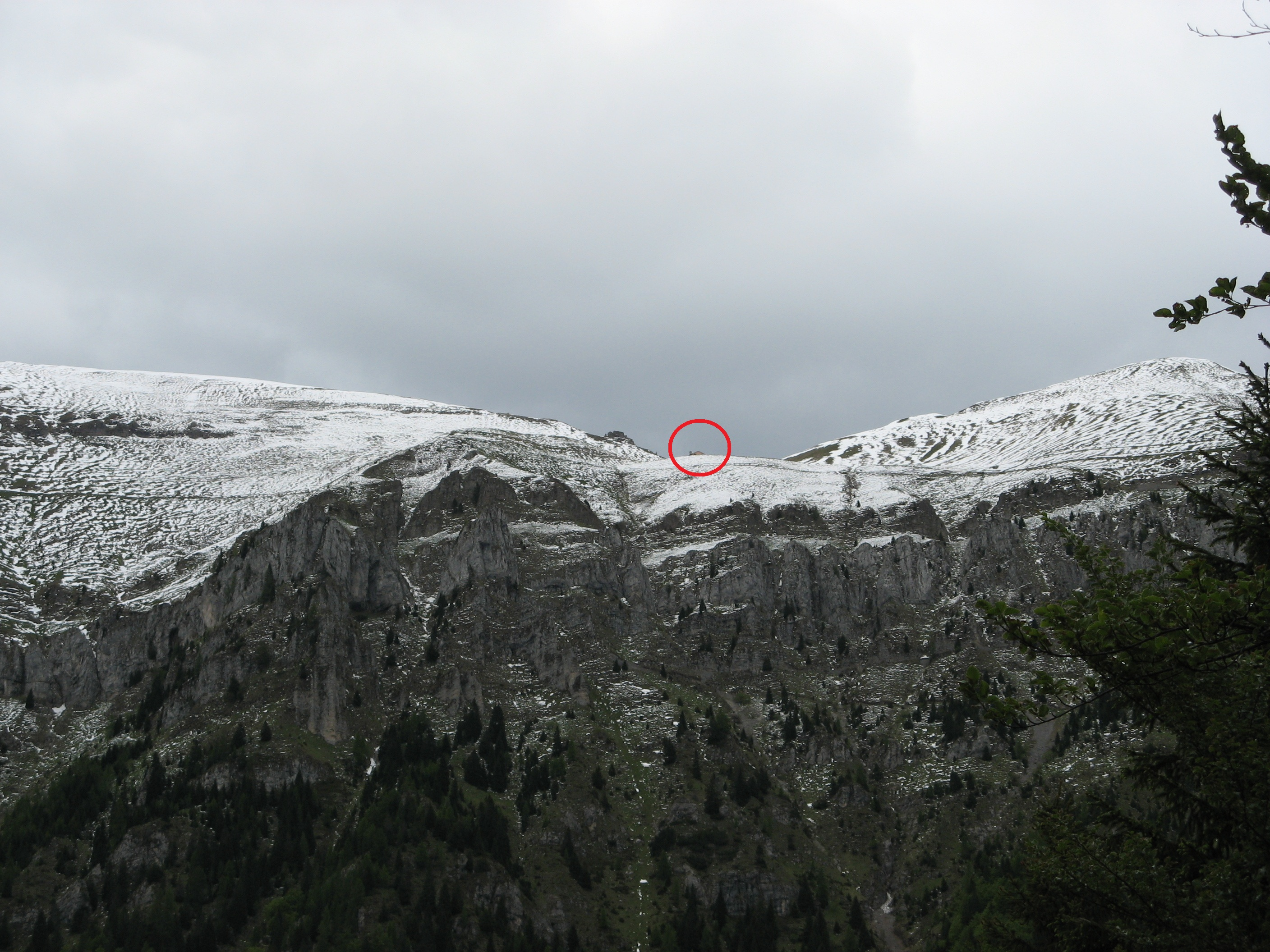
Rifugio Giorgio Dal Piaz (im roten Kreis)

- Rifugio Giorgio Dal Piàz – 1993 m s.l.m.
- Rifugio Bruno Boz – 1718 m s.l.m.

## Talorte
- Imèr
- Sovramonte
- Fonzaso
- Feltre
- Pedavena